# Pousafoles do Bispo
Pousafoles do Bispo ist ein Ort und eine ehemalige Gemeinde (Freguesia) im portugiesischen Kreis Sabugal.
Die Gemeinde hatte 280 Einwohner (Stand 30. Juni 2011).
Am 29. September 2013 wurden die Gemeinden Pousafoles do Bispo, Pena Lobo und Lomba zur neuen Gemeinde União das Freguesias de Pousafoles do Bispo, Pena Lobo e Lomba zusammengeschlossen. Pousafoles do Bispo ist Sitz dieser neu gebildeten Gemeinde.